# جانی لارنس
جان "جانی" لارنس (انگلیسی: Johnny Lawrence) یک شخصیت خیالی از مجموعه فیلم‌های بچه کاراته‌کار است. این شخصیت با بازی ویلیام زابکا به عنوان ضدقهرمان فیلم بچه کاراته‌کار، یک شخصیت فرعی در قسمت دوم بچه کاراته‌کار، یک شخصیت فلاش بک در قسمت سوم بچه کاراته‌کار و یکی از دو قهرمان داستان (در کنار دنیل لاروسو) در مجموعه تلویزیونی کبرا کای ظاهر می‌شود. ph()

## بررسی اجمالی
جانی لارنس در ۲۰ اوت ۱۹۶۷ به دنیا آمد. او پدرش را برای مدت کوتاهی در زندگی‌اش می‌شناخت، قبل از اینکه وقتی جانی پنج ساله بود به دلایل نامعلوم خانواده را ترک کرد. جانی پس از ازدواج مادرش، لورا با سید واینبرگ، تهیه‌کننده اجرایی تلویزیون لوریمار، به محله مجلل انسینو، کالیفرنیا نقل مکان کرد. جانی بی‌دوست اغلب توسط ناپدری خود مورد آزار و اذیت کلامی قرار می‌گرفت، به خصوص پس از ترک درام، اسکیت سواری و درس‌های مدرسه. یک روز در سال ۱۹۷۹، جانی ۱۲ ساله در حالی که دوچرخه سواری می‌کرد، دوجو کبرا کای را کشف کرد و پنج سال بعد را زیر نظر سنسی جان کریس به یادگیری ورزش رزمی گذراند.
جانی برای اولین بار در سال ۱۹۸۱ وارد مسابقات کاراته زیر ۱۸ سال آل والی شد، اما پس از باخت به داریل ویدال در یک چهارم نهایی، نتوانست به فینال راه یابد. در سال ۱۹۸۲، او شروع به قرار ملاقات با علی میلز می‌کند که در جریان نمایش فیلم راکی ۳ با او آشنا شد.
او همچنین تمرینات خود را جدی‌تر شروع کرد و در سال‌های ۱۹۸۲ و ۱۹۸۳ قهرمانی متوالی را به دست آورد. در تابستان ۱۹۸۳، میلز و جانی پس از اینکه جانی در حالی که با دوستانش ورزشکاران مست بود و تولدش را از دست داد، از هم جدا شدند.. جانی به اشتباه معتقد بود که میلز با دانیل به او خیانت کرده است و باعث شد تا این دو تا سی و چهار سال آینده با هم رقابت کنند. جانی پس از انتقام شکست خود در تورنمنت ۱۹۸۱ مقابل ویدال در نیمه نهایی، برای سومین بار در سال ۱۹۸۴ به فینال آل والی راه یافت، اما به دنیل لاروسو باخت. علیرغم سه حضور و دو پیروزی در فینال مسابقات، او هرگز شهرت یا شناختی را که لاروسو پس از پیروزی‌های بعدی‌اش در سال‌های ۱۹۸۴ و ۱۹۸۵ داشت، دریافت نکرد. این، همراه با یک درگیری شدید با کریس، باعث شد جانی کبرا کای و کاراته را کنار بگذارد.
پس از ترک کبرا کای، جانی برای چندین دهه بی هدف شد، بیشتر وقت خود را صرف مهمانی کرد و در نهایت با یک همکار الکلی شانون کین قرار گرفت. لورا در سال ۲۰۰۲، اندکی قبل از اینکه رابی کین، پسر جانی و بزرگترین فرزندش در فوریه همان سال به دنیا بیاید، درگذشت. جانی مرگ مادرش را به سختی تحمل کرد و در حالی که غمگین بود، مشروب خواری کرد که باعث شد تولد پسرش را از دست بدهد. پس از آن، جانی از شانون جدا شد و برای هفده سال بعد از رابی دور شد.
در سال ۲۰۱۷، جانی پس از گذراندن چندین سال کار به‌عنوان یک دست‌ساز در Reseda، همسایه جدیدی به نام میگل دیاز مورد هدف گروهی از قلدرها قرار گرفت. پس از اینکه جانی با مهارت‌های کاراته‌اش با مهاجمان مبارزه کرد، میگل جانی را متقاعد می‌کند تا دوجو کبرا کای را دوباره باز کند. جانی همچنین در همان زمان با مادر میگل، کارمن، رابطه عاشقانه‌ای برقرار کرد و فرزند دوم را باردار شد - خواهر و برادر ناتنی رابی و میگل، که به دلیل رابطه جانی و کارمن عملاً برادر ناتنی شدند.